# Nautiloculina
Nautiloculina es un género de foraminífero bentónico de la familia Nautiloculinidae, de la superfamilia Nezzazatoidea, del suborden Nezzazatina y del orden Lituolida. Su especie tipo es Nautiloculina oolithica. Su rango cronoestratigráfico abarca desde el Jurásico superior hasta el Bedouliense (Cretácico superior).

## Discusión
Clasificaciones previas incluían Nautiloculina en la superfamilia Lituoloidea, así como en el suborden Textulariina del orden Textulariida, o en el orden Lituolida sin diferenciar el suborden Nezzazatina.

## Clasificación
Nautiloculina incluye a la siguiente especie:
- Nautiloculina oolithica